# Samira Sahraoui
Samira Sahraoui (* 11. Juni 2003 in Pforzheim) ist eine deutsch-algerische Fußballspielerin, die momentan beim FC Carl Zeiss Jena unter Vertrag steht.

## Karriere
Sahraoui, die bereits für die U19-Nationalmannschaft nominiert wurde, begann ihre fußballerische Laufbahn beim 1. FC 08 Birkenfeld. Danach folgten der 1. FC Dietlingen (Mädchen), Karlsruher SC (Mädchen), FC Nöttingen (Jungs), VfL Sindelfingen (Mädchen, dort lief sie zwischen 2017 und 2020 insgesamt 41-mal in der B-Juniorinnen Bundesliga Süd auf und schoss elf Tore), PSG Pforzheim (Jungs) und die Turbine Potsdam. Dort stand sie in 14 von 16 Saisonspielen in der 2. Frauen-Bundesliga Nord für die U20 der Turbinen auf dem Feld (drei Tore).
In der Saison 21/22 wechselte sie zum 1. Ligisten FC Carl Zeiss Jena und feierte am 3. September 2021 ihr Bundesliga-Debüt. Ihr gelang es zudem, im Spiel gegen den 1. FC Köln ihr erstes Bundesligator zu schießen.